# روبرت ويلكس
روبرت ويلكس هو سياسي كندي، ولد في 24 يونيو 1832، وتوفي في 16 أغسطس 1880 في كندا. حزبياً، نشط في الحزب الليبرالي الكندي. وقد انتخب عضو مجلس العموم الكندي.